# Wavrans-sur-Ternoise
Wavrans-sur-Ternoise is een gemeente in het Franse departement Pas-de-Calais (regio Hauts-de-France) en telt 201 inwoners (1999). De plaats maakt deel uit van het arrondissement Arras.

## Geografie
De oppervlakte van Wavrans-sur-Ternoise bedraagt 4,8 km², de bevolkingsdichtheid is 41,9 inwoners per km².
De onderstaande kaart toont de ligging van Wavrans-sur-Ternoise met de belangrijkste infrastructuur en aangrenzende gemeenten.

## Demografie
Onderstaande figuur toont het verloop van het inwonertal (bron: INSEE-tellingen).